# Makindye Ssabagabo
Makindye Ssabagabo är en sydlig förort till Kampala, i centrala Uganda. Den är belägen i Wakisodistriktet och har cirka 390 000 invånare, vilket gör den till en av Ugandas folkrikaste städer.

## Administrativ indelning
Makindye Ssabagabo var tidigare ett underdistrikt i distriktet Wakiso, men bildade 2015 en egen kommun.
Kommunen är indelad i tre administrativa divisioner:
- Bunamwaya
- Masajja
- Ndejje